# 라이언 심프킨스
라이언 심프킨스(Ryan Simpkins, 1998년 3월 25일 ~ )는 미국의 배우이다.

## 출연 작품
- 더 하우스
- 레이디월드
- 맘스터
- 피어 스트리트 파트 2: 1978 - 앨리스 역